# Heteracris trimaculata
Heteracris trimaculata är en insektsart som beskrevs av Grunshaw 1991. Heteracris trimaculata ingår i släktet Heteracris och familjen gräshoppor. Inga underarter finns listade i Catalogue of Life.